# Monommata enedra
Monommata enedra är en hjuldjursart som beskrevs av Myers 1930. Monommata enedra ingår i släktet Monommata och familjen Notommatidae. Arten är reproducerande i Sverige. Inga underarter finns listade i Catalogue of Life.